# Tuffi ai Giochi della XXXIII Olimpiade - Piattaforma 10 metri sincro femminile
La gara dei tuffi dalla piattaforma 10 metri sincro femminile dei Giochi della XXXIII Olimpiade di Parigi è stata disputata il 31 luglio 2024 presso il Centro acquatico olimpico.

## Risultati
| Pos.    | Atlete                                 | Nazione        | T1    | T2    | T3    | T4    | T5    | Totale |
| ------- | -------------------------------------- | -------------- | ----- | ----- | ----- | ----- | ----- | ------ |
| Oro     | Chen Yuxi Quan Hongchan                | Cina           | 56.40 | 54.60 | 80.10 | 85.44 | 82.56 | 359.10 |
| Argento | Kim Mi-rae Jo Jin-mi                   | Corea del Nord | 46.80 | 46.20 | 69.30 | 75.84 | 77.76 | 315.90 |
| Bronzo  | Andrea Spendolini-Sirieix Lois Toulson | Gran Bretagna  | 48.60 | 48.60 | 60.30 | 69.12 | 77.76 | 304.38 |
| 4       | Caeli McKay Kate Miller                | Canada         | 49.20 | 44.40 | 69.30 | 68.16 | 68.16 | 299.22 |
| 5       | Gabriela Agúndez Alejandra Orozco      | Messico        | 47.40 | 47.40 | 67.50 | 62.40 | 72.96 | 297.66 |
| 6       | Delaney Schnell Jessica Parratto       | Stati Uniti    | 46.20 | 43.80 | 61.20 | 70.08 | 66.24 | 287.52 |
| 7       | Kseniya Baylo Sofiya Lyskun            | Ucraina        | 48.00 | 48.00 | 59.64 | 68.16 | 61.20 | 285.00 |
| 8       | Jade Gillet Emily Hallifax             | Francia        | 47.40 | 45.00 | 53.76 | 37.80 | 50.88 | 234.84 |